# TRNA (adenina-N1-)-metiltransferasi
La tRNA (adenina-N1-)-metiltransferasi è un enzima appartenente alla classe delle transferasi, che catalizza la seguente reazione:
S-adenosil-L-metionina + tRNA ⇄ S-adenosil-L-omocisteina + tRNA contenente N1-metiladenina
Gli enzimi provenienti da differenti fonti sono specifici per diversi residui di adenina nei tRNA.